# گروس (یکا)
در زبان انگلیسی و زبان‌های مرتبطش از واژه گروس (به انگلیسی: Gross) یا گریت (به انگلیسی: Great) با علامت اختصاری گروس  "gr" یا "gro" برای اندازه‌گیری مرتبط با تعداد ۱۲ (دوجین) با تعاریف متفاوتی استفاده شده است:
- یک قراص برابر با ۱۴۴ عدد (یک دوجین دوجین).
- یک قراص بزرگ برابر یا  ۱۷۲۸ عدد (یک دوجین قراص).
- یک قراص کوچک یا یک صد بزرگ برابر با ۱۲۰ عدد (ده دوجین).